# 蒙哥馬利·克利夫特
蒙哥馬利·克利夫特（英語：Montgomery Clift，1920年10月17日—1966年7月23日），美國演員。

## 生平
他出生於內布拉斯加州奧馬哈，双亲在1914年结婚，都是贵格会信徒。克利夫特在他的職業生涯中獲得4個奧斯卡獎提名，包含最佳男主角和最佳男配角。1956年因車禍毀容後，他濫用酒精和處方藥，變得飄忽不定。
克利夫特的首次銀幕处女作是1948年和約翰·韋恩一起合作的电影《红河谷》，并一炮而红。个人生活方面，直到1950年代早期，克利夫特是同性恋者,虽然他继续隐藏他的性取向并和多位女影星保持着非常暧昧的友情，尤其是和伊丽莎白·泰勒的关系。

## 去世

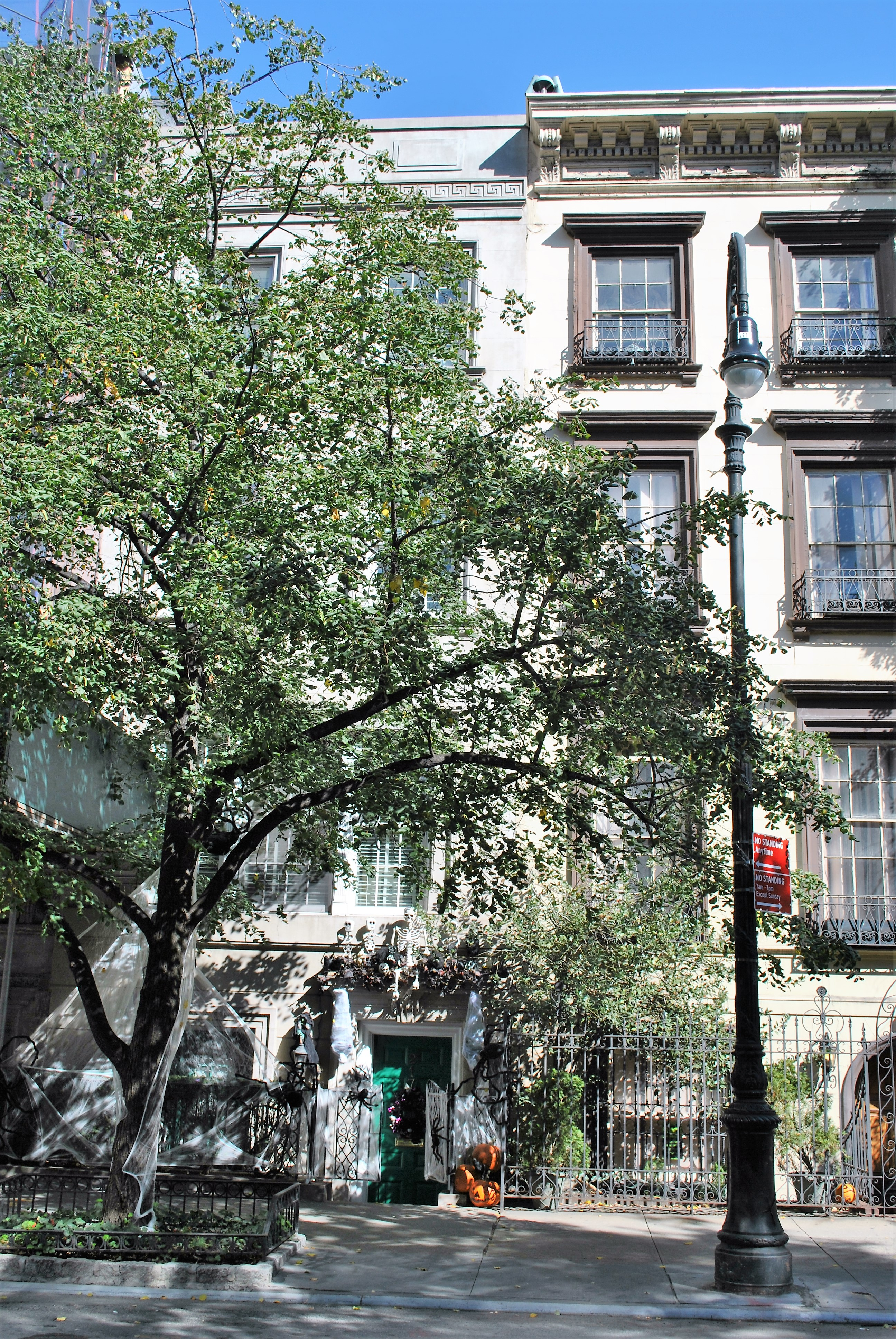
曼哈顿故居

1966年7月23日，他在纽约家中去世。他的护士和伴侣洛伦佐·詹姆斯（Lorenzo James）在早上6:30发现他房门紧锁，破门失败从后花园架了梯子才进入房间，发现他已经去世。
其死因一般认为是吸毒，尸检时还发现他患有痢疾、结肠炎和甲状腺功能减退，他的告别仪式在麦迪逊大道的圣公会圣雅各堂举行，劳伦·白考尔、南希·沃克等150人到场，之后，他下葬于布鲁克林展望公园的贵格会公墓。